# Belancan
Belancan is een bestuurslaag in het regentschap Bangli van de provincie Bali, Indonesië. Belancan telt 2082 inwoners (volkstelling 2010).